# جیانمارکو فابری
جیانمارکو فابری (انگلیسی: Gianmarco Fabbri؛ زادهٔ ۲۵ ژوئن ۱۹۹۷) بازیکن فوتبال است.